# George Bridgetower

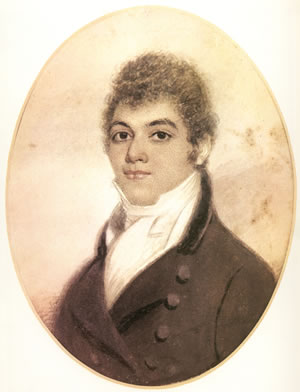
George Bridgetower, osignerad akvarell, omkring 1800.

George Augustus Polgreen Bridgetower, född 11 oktober 1778 Biała, Galizien och död 29 februari 1860 i London, England, var en polsk-engelsk violinist av afrikanskt ursprung. Hans far kom troligen från Västindien och hans mor var tyska.
Bridgetower var ett musikaliskt underbarn, och på sin tid för sitt temperamentsfulla spel beundrad av bland annat Ludwig van Beethoven. Han uruppförde Kreutzersonaten.